# Les Gours
Les Gours település Franciaországban, Charente megyében. Lakosainak száma 93 fő (2022. január 1.). Les Gours Lupsault, Saint-Fraigne, Chives és Couture-d’Argenson községekkel határos.

## Népesség
A település népessége az elmúlt években az alábbi módon változott:
| Lakosok száma | 189  | 143  | 142  | 130  | 126  | 115  | 108  | 110  | 105  | 93   |
|               | 1968 | 1982 | 1990 | 2006 | 2013 | 2015 | 2017 | 2019 | 2020 | 2022 |